# Tim Brennan
Tim Brennan (West Hartford, Connecticut, 1983), é um vocalista, compositor e multi-instrumentista estadunidense. Atualmente é o guitarrista, vocalista e um dos principais compositores da banda de celtic punk Dropkick Murphys.

## Carreira
Nascido em West Hartford, Connecticut, Brennan tocou bateria em inúmeras bandas de punk, hardcore e rock em Connecticut, antes de se mudar para Worcester, Massachusetts, em 2000, para estudar na Assumption College. Em 2003, Brennan foi chamado para vender mercadoria em uma turnê da banda Dropkick Murphys. Durante a turnê Tim foi convidado a tocar acordeão em algumas músicas, após a turnê a banda precisava de alguém para tocar mandolin e tin whistle, Brennan então foi convidado a entrar na banda. Brennan também tocou na banda Gimme Danger junto com Marc Orrell, James Lynch e Ben Karnavas.[carece de fontes?] Quando Orrell deixou o Dropkick Murphys, Brennan se tornou o guitarrista da banda, mas continuou tocando acordeão. Tim ainda toca tin whistle em todas as gravações da banda, apesar de ter virado guitarrista. Brennan também tocou bateria na banda Double Nines com Kevin Rheault, um dos técnicos da banda Dropkick Murphys.

## Vida pessoal
Brennan pediu sua então namorada no palco durante um show do Bruce Springsteen em 2009, em que ele tocava como convidado especial. Depois que ela disse sim, Springsteen dedicou sua canção, "So Young and in Love" aos noivos.